# Gustavia longifuniculata
Espèce
Statut de conservation UICN

 CR (needs updating) B1+2c : 
En danger critique
Gustavia longifuniculata est une espèce de plantes à fleurs du genre Gustavia de la famille des Lecythidaceae endémique de Colombie.